# Блюм, Отто
Отто Блюм (нем. Otto Blum; 1 сентября 1876, Нойнкирхен, Саар — 26 октября 1944, Ганновер) — немецкий инженер-строитель, профессор, ректор Технического университета Ганновера (1929—1931); член правления Германской имперской железной дороги (1924—1929).

## Биография
Отто Блум родился 1 сентября 1876 года Нойнкирхене (Саар) в семье инженера, специалиста по железнодорожному транспорту Иоганна Карла Альфреда Блюма (1847—1920) и его жены Каролины (Лины) Либманн; Отто был внуком политика и поэта Роберта Блюма. С 1895 по 1899 год Отто Блюм учился в Техническом университете Шарлоттенбурга: во время учебы он стал членом академической ассоциации «Мотив» (Akademischer Verein Motiv Berlin). Затем он начал свою стажировку («референдарий») в качестве государственного чиновника по строительству в Железнодорожном управлении Берлина, где впоследствии получил пост государственного архитектора (оценщика). В 1907 году Блум стал инженером по строительству и эксплуатации железных дорог (Eisenbahn-Bau- und Betriebs-Inspektor). В тот же период он провел много времени путешествуя: его обширные ознакомительные поездки включали как Европу и Ближний Восток, так и другие регионы мира. В 1903 году в Техническом университете Шарлоттенбурга Блум защитил диссертацию и стал кандидатов наук; после этого он получил звание доцента.
Во время зимнего семестра 1907 года Отто Блум получил позицию профессора железнодорожного строительства и железнодорожных операций (Eisenbahnbau und Eisenbahnbetrieb) в Техническом университете в Ганновере, сменив на данном посту Карла Долезалека (1843—1930), являвшегося профессором в течение 30 лет. В ходе своей работы в университете, Блюм значительно расширил кафедру, создав на ней отделы по транспортной политике (1908), железным дорогам, а также — по городскому и государственному планированию (1913). Таким образом, он заложил основы обучению в области городского развития в Ганновере — данная сфера получила дополнительное развитие в 1919 году, когда профессором на архитектурном факультете стал Эрнст Веттерлайн (1873—1950).
Существенным дополнением в области городского строительства стала и публикация Блумом в 1921 году книги «Städtebau» (Городское строительство) — данный том был полностью переработан в 1937 году. С 1929 по 1931 год Отто Блюм являлся ректором Технического университета Ганновера. 11 ноября 1933 года он был среди более 900 ученых и преподавателей немецких университетов и вузов, подписавших «Заявление профессоров о поддержке Адольфа Гитлера и национал-социалистического государства».
С 1924 по 1929 год Отто Блум состоял членом правления Германской имперской железной дороги. В 1936 году Прусская академия строительства избрала его в качестве ассоциированного члена. 26 октября 1944 года Блюм и его жена Луиза Фишер погибли в Ганновере в результате бомбардировки.

## Награды и память
В 1914 году Блюм был награжден Железным крест второго класса, в 1931 — он стал почетным доктором технических наук в Карлсруэ, а в 1937 — почетным членом Научно-исследовательского института транспорта в Париже. Одна из улиц Ганновера была названа «Otto-Blum-Hofs»; кроме того, по состоянию на 2018 год, в распоряжении современного Ганноверский университет имени Готфрида Вильгельма Лейбница находился масляный портрет Отто Блюма, выполненный Бертольдом Хеллингратом (1877—1954), а также — бронзовый бюст бывшего ректора.

## Работы

### Проекты
- 1900: Entwurf zu einer Gebirgsbahn, ausgezeichnet mit dem Schinkelpreis in der Kategorie Eisenbahnbau.
- 1908—1910: Wettbewerbsentwurf für einen Grundplan für die bauliche Entwicklung von Groß-Berlin, prämiert mit dem 4. Preis (in Arbeitsgemeinschaft mit den Ingenieuren Havestadt & Contag und dem Architekten Bruno Schmitz).
- 1912: Wettbewerbsentwurf für einen Gesamtbebauungsplan der Stadt Düsseldorf, zusammen mit Bruno Schmitz, 1. Preis.

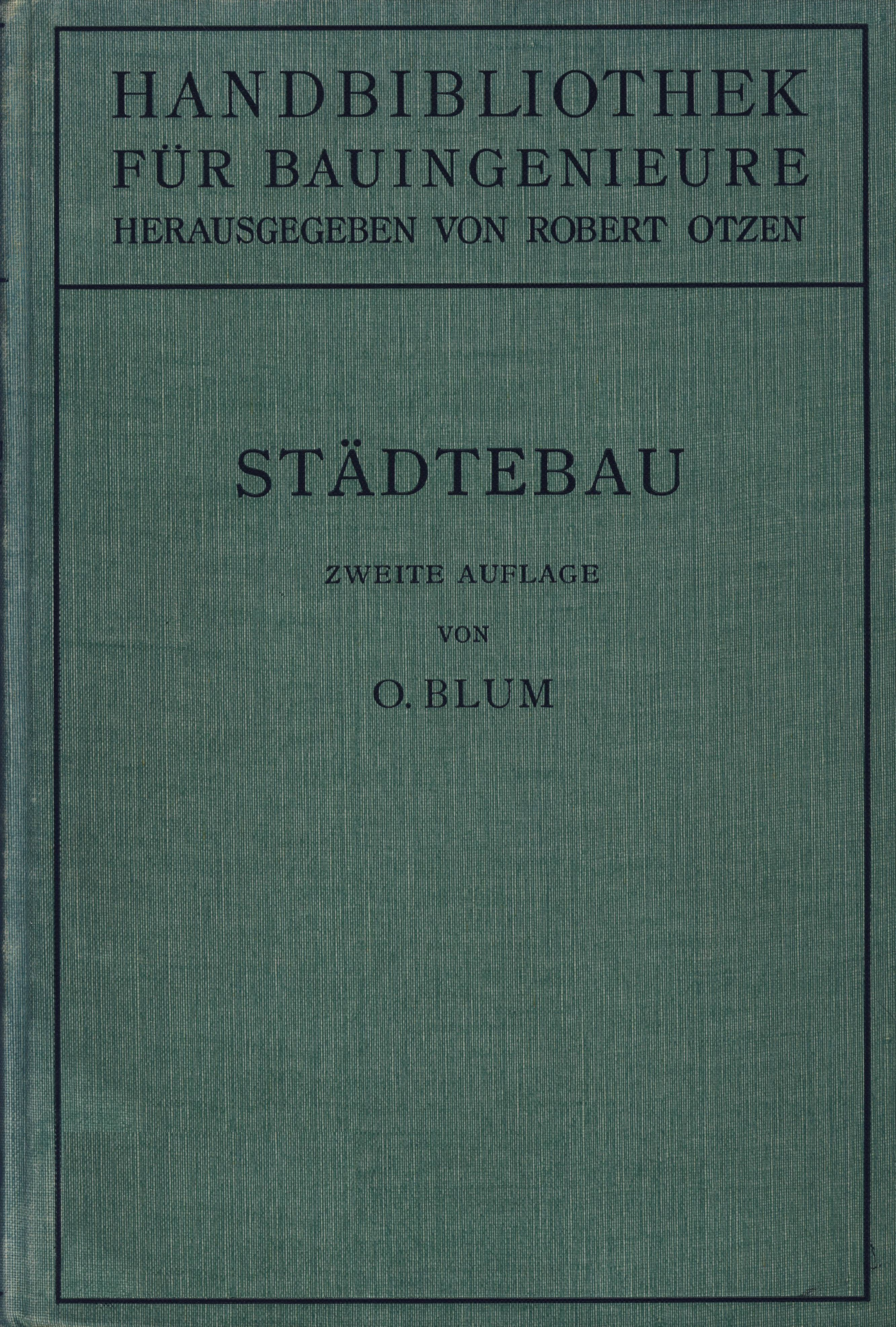
Обложка книги «Städtebau» (Berlin, 1937)

### Публикации
- Совместно с Erich Giese (Bearb.): Wie erschliessen wir unsere Kolonien?, mit zahlr. Abb. und 5 Taf., im Auftrage der Deutschen Kolonialgesellschaft, Reimer, Berlin 1907.
- Georg Barkhausen †. In: Zentralblatt der Bauverwaltung, 43. Jahrgang 1923, Nr. 31/32 (vom 18. April 1923), S. 189.
- Совместно с Gustav Jacobi и Kurt Risch: Verkehr und Betrieb der Eisenbahnen (= Handbibliothek für Bauingenieure, 2: Eisenbahnwesen und Städtebau, 8.) Springer, Berlin 1925.
- Personen- und Güterbahnhöfe (= Handbibliothek für Bauingenieure, 2: Eisenbahnwesen und Städtebau, 5,1.) Springer, Berlin 1930.
- Der Umbau der Mühlendammschleuse in Berlin und die Leistungsfähigkeit der Eisenbahn. In: Städtebau, 26. Jahrgang 1931, S. 96.
- Verkehrsgeographie, Springer, Berlin 1936.
- Die Entwicklung des Verkehrs, Springer, Berlin 1941.
- Der Südosten verkehrspolitisch betrachtet, Springer, Berlin 1941.
- Совместно с Hermann Potthoff и Kurt Risch: Straßenbahn und Omnibus im Stadtinnern (= Verkehrswissenschaftliche Abhandlungen, Band 13.), Fischer, Jena 1942.
- Eisenbahnbau. Winter, Heidelberg 1946.